# Motylik krasnouchy
Motylik krasnouchy (Uraeginthus bengalus) – gatunek małego ptaka z rodziny astryldowatych (Estrildidae). Występuje w Afryce Subsaharyjskiej: rozpowszechniony od Senegambii przez całą Afrykę Zachodnią i Środkową po Sudan, Kenię i północne Zimbabwe. Introdukowany na Hawajach. Nie jest zagrożony wyginięciem. Popularny w hodowli.

## Systematyka
Wyróżniono cztery podgatunki U. bengalus:
- U. bengalus bengalus Linnaeus, 1766 – południowa Mauretania do Gwinei i na wschód do Etiopii, Ugandy i zachodniej Kenii.
- U. bengalus brunneigularis Mearns, 1911 – południowa Somalia, centralna i wschodnia Kenia, północno-wschodnia Tanzania.
- U. bengalus ugogensis Reichenow, 1911 – południowa Kenia, północna, zachodnia i środkowa Tanzania.
- U. bengalus katangae Vincent, 1934 – północno-wschodnia Angola, południowa Demokratyczna Republika Konga i północna Zambia.

Proponowany podgatunek littoralis (południowo-wschodnia Kenia i północno-wschodnia Tanzania) jest obecnie uznawany za synonim podgatunku brunneigularis.

## Morfologia
WyglądSkrzydła, brzuch, grzbiet, kark i wierzch głowy są brązowe bądź jasnobrązowe, a kuper, ogon, boki ciała, pierś, podgardle i reszta głowy – niebieskie. U samca na policzkach jest czerwona plamka, u samicy ona nie występuje. Niebieskie ubarwienie samicy jest nieco jaśniejsze od samca, a na spodzie ciała jest też mniej rozległe i sięga tylko środka piersi. Dziób od jasnoszarego do jasnofioletoworóżowego, na brzegach i zakończeniu czarniawy.
Wymiary średnie
- długość ciała 12–13 cm[2]
- masa ciała 8,9–11 g (podgatunek nominatywny)[2]

## Ekologia

### Biotop
Porośnięte krzewami sawanny i łąki, rzadkie lasy i tereny blisko miejsca zamieszkania człowieka, zwłaszcza tam, gdzie uprawiane jest proso i maniok.

### Rozród
GniazdoJest zbudowane z traw i włókien roślinnych, a także delikatnych korzonków. Zakładane w kolczastych gałęziach. Niekiedy budują gniazdo w pobliży gniazda os, czasami gniazdują w opuszczonych gniazdach wikłaczy. W niewoli powinno im się zawiesić budkę lęgową.
JajaSamica składa 3–7 jaj, rodzice wysiadują je na zmianę przez 11–12 dni.
PisklętaOpuszczają gniazdo po 21 dniach od wyklucia. Przez 8 do 11 dni są jeszcze karmione przez rodziców. Zaczynają się pierzyć po około trzech miesiącach.

### Długość życia
Dożywa 5–8 lat, a w niewoli nawet do 14.

### Pożywienie
Nasiona traw i chwastów, a w okresie wychowu młodych także bogate w białko drobne owady i ich larwy. Żeruje głównie w parach albo małych stadach, niekiedy w mieszanych stadach z innymi gatunkami astryldów.

## Status
Międzynarodowa Unia Ochrony Przyrody (IUCN) uznaje motylika krasnouchego za gatunek najmniejszej troski (LC, Least Concern) nieprzerwanie od 1988 (stan w 2022). Liczebność populacji nie została oszacowana, ale ptak ten opisywany jest jako pospolity lub bardzo liczny. Ze względu na brak dowodów na spadki liczebności bądź istotne zagrożenia dla gatunku BirdLife International ocenia trend liczebności populacji jako stabilny.